# علاش لا (فلم)
علاش لا هو فيلم دراما مغربي صدر سنة 2005، من إخراج محمد إسماعيل، وتأليف بنسالم حميش، وإنتاج القناة الثانية، ومن بطولة رشيد الوالي، وأمينة رشيد، وحنان الإبراهيمي، وسهام أسيف، ومريم الزوين، وعبد الكبير الركاكنة. يرصد الفيلم مجموعة من الصور المختلفة ليوميات شاب مغربي بسيط وصراعاته الحياتية على مختلف المستويات.
يسلط الفيلم الضوء على زوايا مختلفة، كمشكل أرباب السينما مع ظاهرة القرصنة التي لم تعد تفسح المجال لهم للاستثمار في المجال السينمائي، وعلاقة المغاربة فيما بينهم سواء المسلمين أو اليهود، بالإضافة إلى موضوع زوج الأم، ولم يخلو الفيلم من المشاكل الاجتماعية بما فيها الفوارق الطبقية، والعلاقات الغرامية.

## القصة
الفيلم يتحدث عن «عنبر»، شخصية محورية تربطه بالناس والأحداث علاقة تملأها العفوية والصدق المطبوع بالبراءة والسذاجة في بعض الأحيان، تبدأ مغامراته بقصة عشق لفتاة يتهامسان من خلف نافذة منزلهما، وما تلبث أن تختفي في ظروف غامضة دون أن تترك وراءها أي أثر بعد أن ضبطها زوج أمها تقرأ رسالة بعثها لها.
وفي سبيل البحث عن كسب قوت يومه يمتهن «عنبر» العديد من الأشغال التي تعرضه لمواقف صعبة لا يُحسد عليها، ويعيش مجموعة من المفارقات ضمن أحداث أبطالها سكان العمارة.

## طاقم التمثيل
- رشيد الوالي بدور عنبر
- أمينة رشيد بدور رشا
- حنان الإبراهيمي بدور السعدية
- سهام أسيف بدور صوفيا
- مريم الزوين بدور زينب
- عبد الكبير الركاكنة بدور حماد
- فريد الركراكي بدور عمار
- خديجة جمال بدور حليمة
- صلاح ديزان بدور زوم أم زينب
- ياسر العمراني بدور آدم
- خديجة حبيب بدور ناتالي
- فاطمة مجود بدور مريم
- الصديق مكوار بدور صديق ناتالي
- أحمد الرداني بدور الموزع
- هند شداد بدور زوجة الموزع
- مصطفى الياسر بدور صاحب قاعة العرض

## وصلات خارجية
- مقالات تستعمل روابط فنية بلا صلة مع ويكي بيانات